# Hochschul- und Landesbibliothek RheinMain
Die Hochschul- und Landesbibliothek RheinMain ist eine zentrale Serviceeinrichtung der Hochschule RheinMain mit Standorten in Wiesbaden und Rüsselsheim am Main. Darüber hinaus übernimmt sie als wissenschaftliche Universalbibliothek die Literaturversorgung der Bevölkerung von Stadt und Region.

## Geschichte
Am 1. Januar 2011 wurde die bis dahin selbständige Hessische Landesbibliothek in die Hochschule RheinMain integriert. Zusammen mit der nunmehr auch ehemaligen Fachhochschulbibliothek entstand die neue Hochschul- und Landesbibliothek an fünf Standorten. An den Standorten Kurt-Schumacher-Ring, Bertramstraße und Unter den Eichen (alle Wiesbaden) sowie Rüsselsheim bietet sie ihre Dienstleistungen vorrangig als Unterstützung für Lehre, Studium und Forschung der Fachbereiche an, am Standort Rheinstraße erfüllt sie schwerpunktmäßig ihre landesbibliothekarischen Aufgaben.
Beide Bibliotheksteile haben vor der Integration ihre Geschichte.

### Hochschulbibliothek
Die Hochschulbibliothek entstand 1971 mit der Gründung der damaligen Fachhochschule Wiesbaden. Sie übernahm die seit 1869 aufgebauten Büchersammlungen der Baugewerkschule in Idstein, die zunächst auch dort verblieben. In den ersten Jahren gab es lediglich den Fachbereichen angegliederte Bibliotheksräume, bis 1982 in einem Neubau am Kurt-Schumacher-Ring die Bibliotheken mehrerer Fachbereiche zusammengeführt werden konnten.  Als weitere Standorte kamen 1992 die Bleichstraße (heute Erweiterungsbau zur Bertramstraße) sowie 2003 die Bibliothek auf dem Campus Unter den Eichen hinzu.

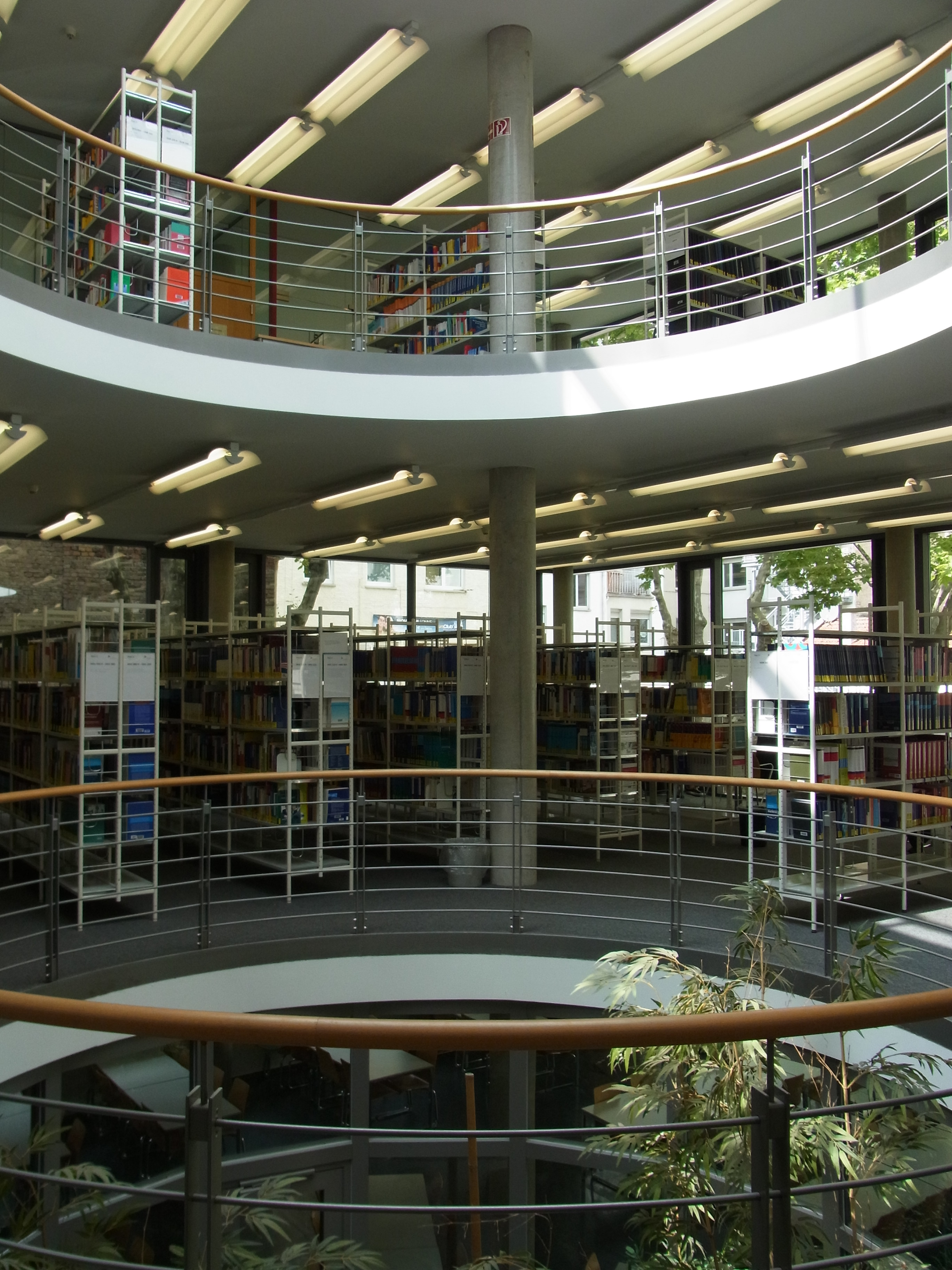
Standort Bertramstraße
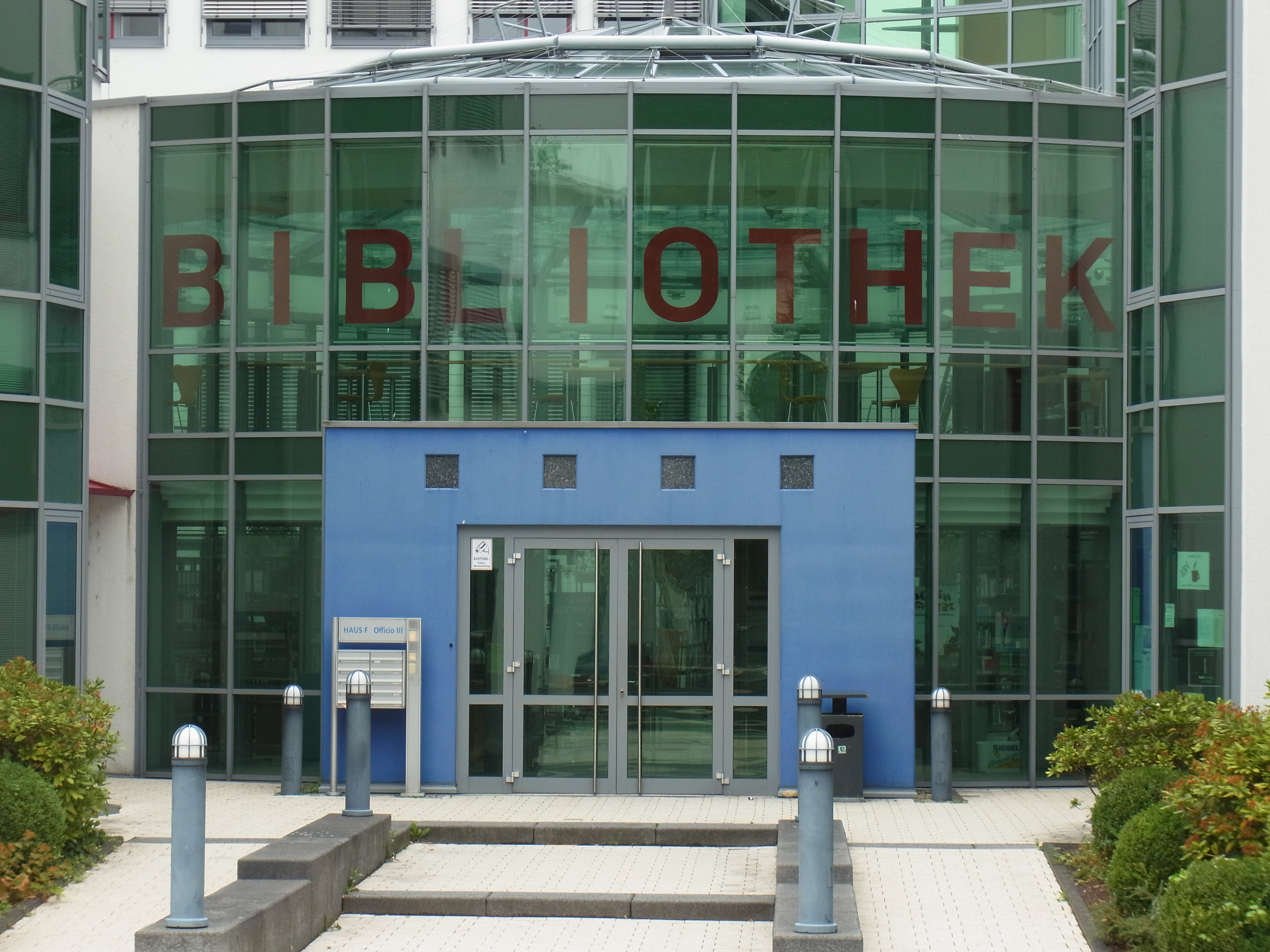
Standort Unter den Eichen

### Landesbibliothek
Die Bibliothek geht auf die 1730 von Charlotte Amalie von Nassau-Usingen initiierte verwaltungsinterne Regierungsbibliothek im Usinger Schloss zurück, die schon 1744 in das ehemalige Alte Schloß am Markt in Wiesbaden umzog.
Im Zuge der Säkularisation ab 1803 wurde sie durch erheblichen Zuwachs aus Klosterbibliotheken stark erweitert. Seit 1813 ist sie öffentlich zugänglich und erhielt als Herzoglich Nassauische Öffentliche Bibliothek das Pflichtexemplarrecht – dieses Jahr gilt somit als das eigentliche Gründungsjahr der Landesbibliothek. 1821 zog sie in das Erbprinzenpalais in der Wilhelmstraße ein.
Nachdem Nassau 1866 preußisch geworden war, erhielt die Bibliothek den Namen Königliche Bibliothek Wiesbaden, rückte unvermittelt von einem Zentrum in die Peripherie und durchlebte bei beträchtlichem Rückgang der Neuerwerbungen eine Krisenzeit. Erst ab 1900 (Wechsel in städtische Trägerschaft und Umbenennung in Nassauische Landesbibliothek, prägende Bibliothekare Erich Liesegang (1860–1931) und Gottfried Zedler) wurde durch grundlegende Reorganisation und mustergültige Neukatalogisierung wieder ein Aufschwung eingeleitet, als dessen Ergebnis im Jahr 1913 die Bibliothek in das eigens für sie neu errichtete Gebäude in der Rheinstraße einziehen konnte, in dem sie sich noch heute befindet.

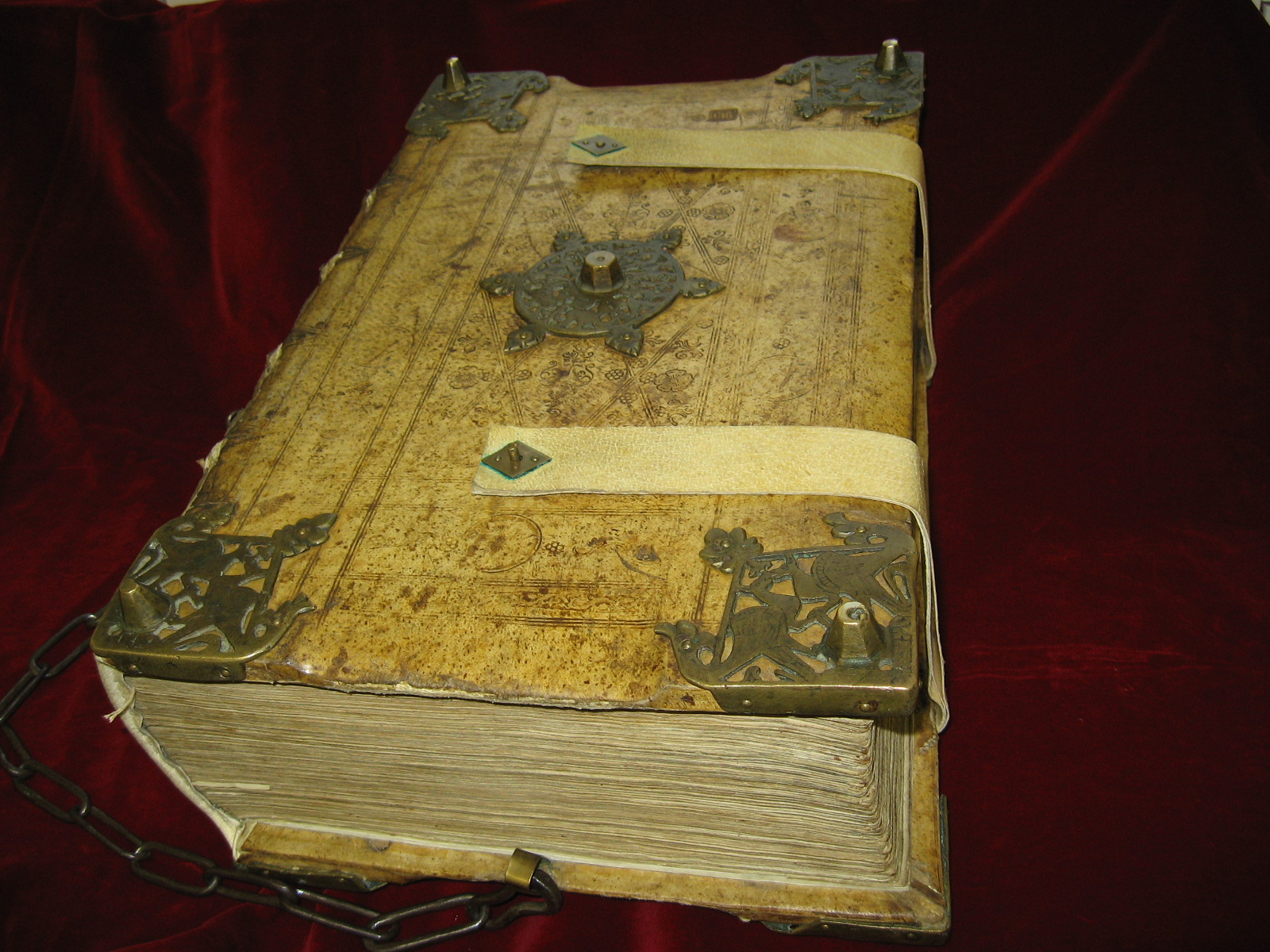
Der Rupertsberger Riesenkodex

Nach 1918 machte sich die relative Verarmung der Stadt auch in der Landesbibliothek bemerkbar. 1938 wurde der Bezirksverband für den Regierungsbezirk Wiesbaden in der Provinz Hessen-Nassau Träger der Bibliothek, womit die Verwaltungsgeschäfte faktisch von NS-Funktionären im Dienst des Landeshauptmanns Wilhelm Traupel übernommen wurden.
Während des Zweiten Weltkriegs lagerte die Bibliothek zahlreiche wertvolle Bestände (u. a. den Rupertsberger Riesenkodex und den illuminierten Scivias-Codex Hildegards von Bingen, beide aus dem 12. Jahrhundert, sowie mehrere mittelalterliche Handschriften aus dem Kloster Schönau (Strüth)) aus Sicherheitsgründen nach Dresden aus (Safe der Girozentrale Sachsen). Seit der Konfiszierung durch die sowjetische Besatzungsmacht im Dezember 1945 sind diese Werke verschollen. Nur der Rupertsberger Riesenkodex blieb in Dresden und gelangte 1948 auf verschlungenen Wegen zurück in die Landesbibliothek. Die Luftangriffe der Kriegsjahre überstand die Landesbibliothek als einzige der wissenschaftlichen Bibliotheken in Hessen völlig unbeschadet. 1953 übernahm das Land Hessen die Trägerschaft. Im Zuge dessen erhielt das Haus 1963 den Namen Hessische Landesbibliothek.
Schon seit jeher waren neben den städtischen Benutzern die Studierenden der umliegenden Hochschulen eine der wichtigsten Zielgruppen der Bibliothek. Mit der Integration in die Hochschule RheinMain wurde dies auch institutionell verankert.

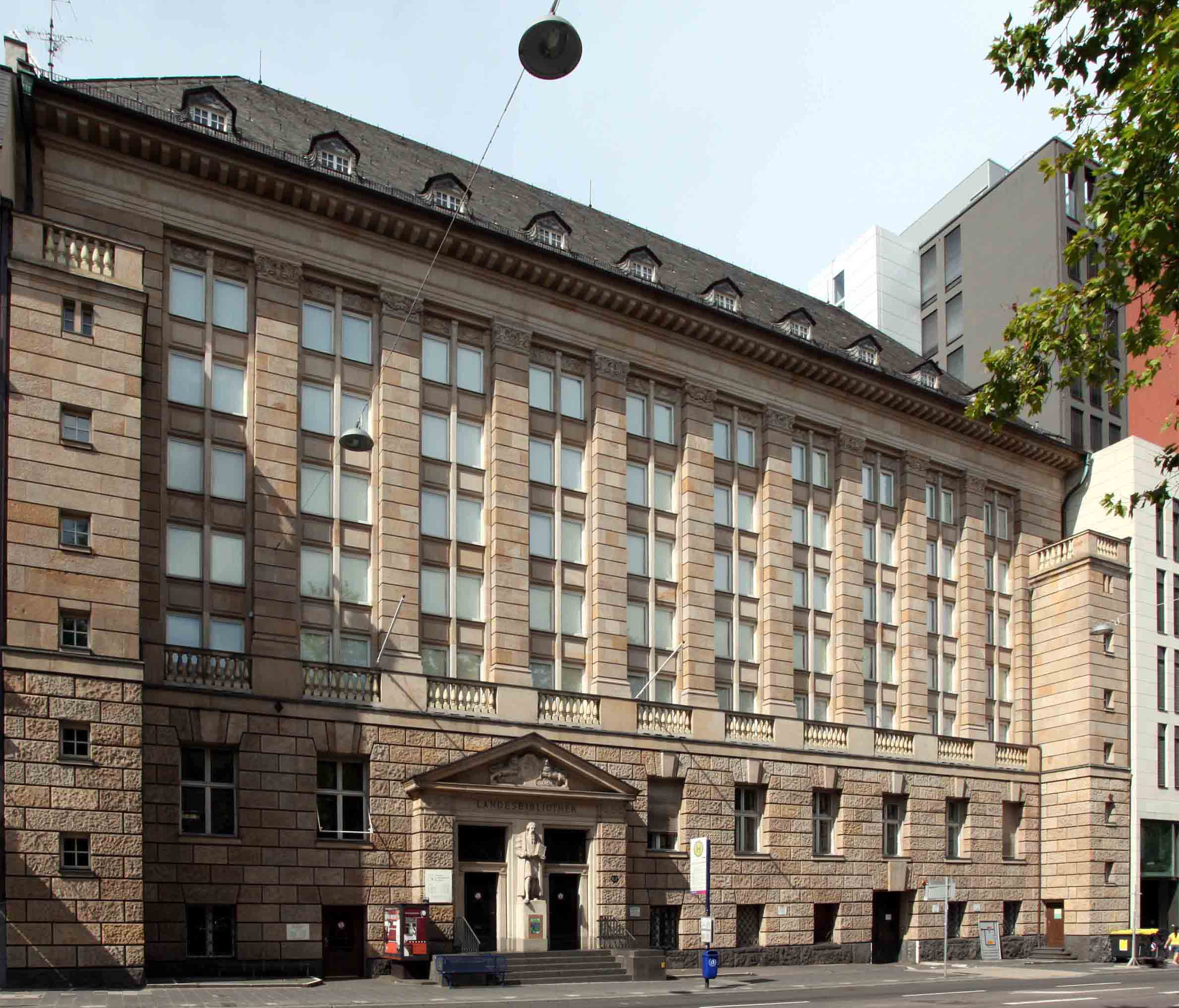
Gebäude Landesbibliothek von 1913 in der Wiesbadener Rheinstraße
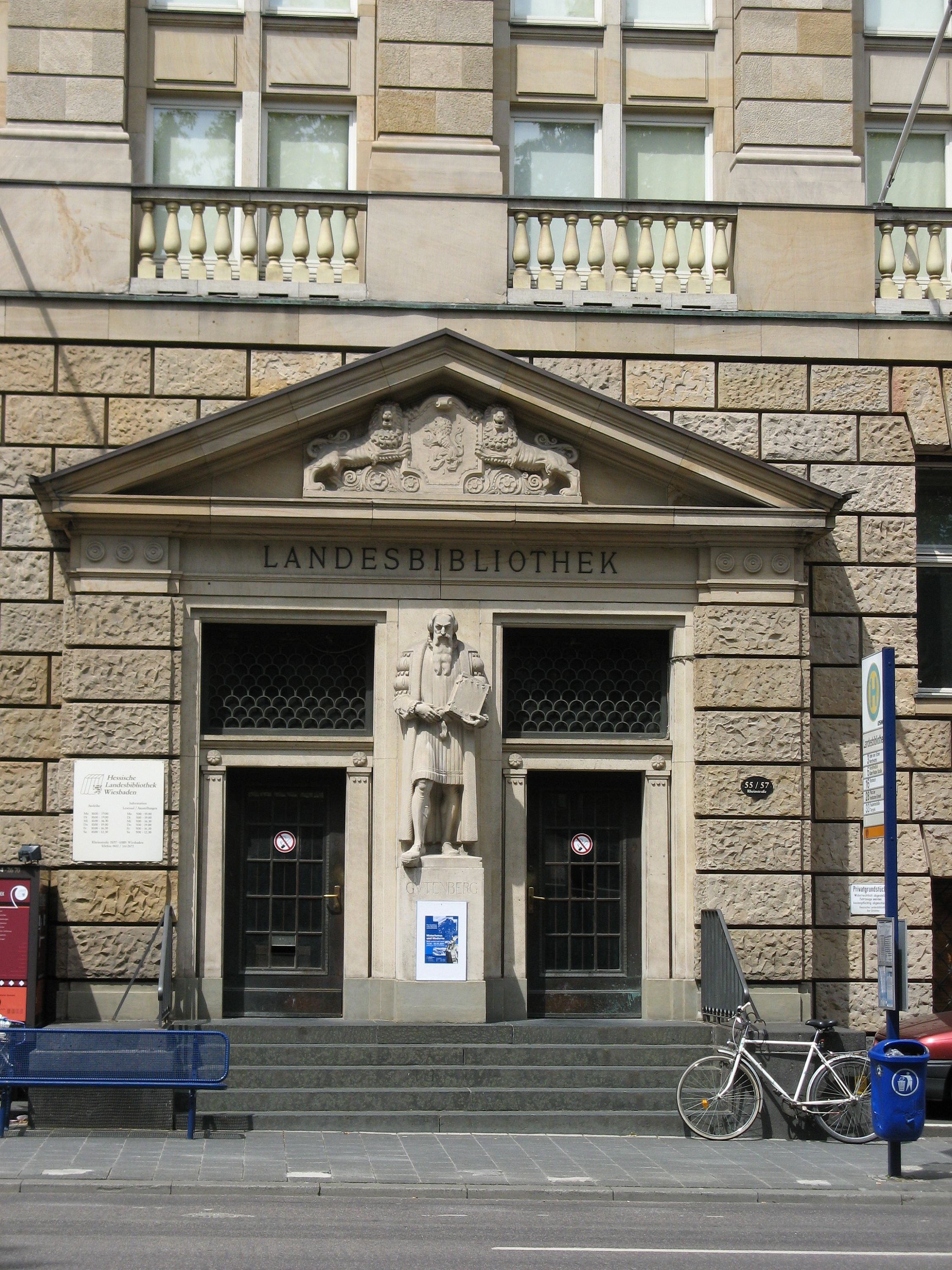
Portal mit der Gutenbergstatue von Carl Wilhelm Bierbrauer

## Bestände und Sammlungen
Derzeit hat die Hochschul- und Landesbibliothek etwas mehr als 1.000.000 Bände in ihrem Bestand, davon etwa 104.000 Bände aus der Zeit vor 1900. Zum Bestand der Bibliothek gehören insgesamt rund 104.000 Drucke vor Erscheinungsjahr 1900. Das bedeutendste Sondersammelgebiet ist die Nassovica-Sammlung mit etwa 60.000 Titeln, die Bezug zum früheren Herzogtum Nassau und/oder zum Haus Nassau bzw. dieser heute vorwiegend im westlichen Hessen gelegenen Region aufweisen. Außerdem besitzt sie 325 Handschriften, darunter der (auch digital) vorliegende Riesenkodex Hildegards von Bingen, 444 Inkunabeln, 6079 Autographen und 286 sonstige seltene Werke, die etwa aus dem Kloster Eberbach, dem Kloster Schönau (Strüth) oder auch aus den Regierungsbibliotheken ehemals nassauischer Territorien (z. B. Grafschaft Sayn-Hachenburg).
Spezielle Erwähnung verdient die Bibliothek der Hohen Schule Herborn, bis dahin eine Hochburg des wissenschaftlichen Calvinismus in Deutschland, die 1817 mit Auflösung der Hohen Schule zum größten Teil nach Wiesbaden kam.

## Besondere Aufgaben
Die Bibliothek sammelt, archiviert und präsentiert landeskundliches Schrifttum insbesondere über das ehemalige nassauische Gebiet (Sondersammlung „Nassovica“). Grundlage hierfür ist das regionale Pflichtexemplarrecht für die Stadt Wiesbaden, den Hochtaunuskreis, den Lahn-Dill-Kreis, den Landkreis Limburg-Weilburg, den Main-Kinzig-Kreis, den Main-Taunus-Kreis und den Rheingau-Taunus-Kreis. Recherchierbar gemacht wird das regionale Schrifttum in der Hessischen Bibliographie.
Seit 2004 ist der Bibliothek auch die Hessische Fachstelle für Öffentliche Bibliotheken mit zugeordnet, die Beratung und Dienstleistungen für kommunale öffentliche Bibliotheken und ihre Träger anbietet.